# Fredrik Pallesen Knudsen
Fredrik Pallesen Knudsen (Bergen, 30 agosto 1996) è un calciatore norvegese, difensore del Brann.

## Carriera

### Club
Pallesen Knudsen ha cominciato la carriera con la maglia del Brann, con cui a livello giovanile ha vinto il Norgesmesterskapet G19 2014. Ha esordito in squadra il 26 novembre 2014, schierato titolare nella sconfitta per 3-0 maturata sul campo del Mjøndalen, sfida valida per le qualificazioni all'Eliteserien: il Brann – uscito sconfitto dal doppio confronto – è pertanto retrocesso in 1. divisjon. Pallesen Knudsen è rimasto in squadra anche per l'annata successiva, in cui ha ottenuto maggiore spazio ed ha contribuito alla promozione del Brann in Eliteserien.
Il 31 dicembre 2015, il Brann ha reso noto d'aver ceduto Pallesen Knudsen all'Åsane con la formula del prestito. Il 3 aprile 2016 ha effettuato il proprio debutto in squadra, nel 3-0 inflitto al Kongsvinger. Il 24 agosto successivo ha trovato la prima rete, nella sconfitta per 3-2 contro il Fredrikstad. Nella stessa partita, ha segnato un'autorete. Ha chiuso la stagione a quota 29 presenze ed una rete.
Il 30 gennaio 2017, l'Haugesund ha reso noto d'aver ingaggiato Pallesen Knudsen a titolo definitivo, con il calciatore che si è legato al nuovo club con un contratto valido fino al 30 giugno 2020. Il 9 aprile ha giocato la prima partita con questa maglia, venendo schierato titolare nel successo per 0-2 sul campo del Lillestrøm. Il 29 giugno ha giocato la prima partita nelle competizioni europee per club, venendo impiegato nell'andata del primo turno di qualificazione all'Europa League 2017-2018, in cui l'Haugesund si è imposto col punteggio di 7-0 sul Coleraine.
Il 19 dicembre 2019 ha rinnovato il contratto che lo legava all'Haugesund, fino al 31 dicembre 2021.
Il 12 agosto 2021 ha fatto ufficialmente ritorno al Brann, firmando un accordo valido fino al 31 dicembre 2022.

### Nazionale
Pallesen Knudsen ha giocato per la Norvegia Under-19 e Norvegia Under-21. Per quanto concerne quest'ultima selezione, in data 14 marzo 2017 ha ricevuto la prima convocazione, in vista delle sfide amichevoli da disputarsi contro Portogallo e Russia, rispettivamente il 24 e 28 marzo. Ha esordito in occasione della prima di queste partite, schierato titolare nella sconfitta per 3-1 subita contro la selezione lusitana. Il 1º settembre 2017 ha disputato invece la prima partita nelle qualificazioni al campionato europeo Under-21 2019, schierato titolare nella sconfitta per 3-2 maturata in casa del Kosovo.

## Statistiche

### Presenze e reti nei club
Statistiche aggiornate all'11 novembre 2022.
| Stagione         | Club             | Campionato       | Campionato | Campionato | Coppe nazionali | Coppe nazionali | Coppe nazionali | Coppe continentali | Coppe continentali | Coppe continentali | Supercoppe | Supercoppe | Supercoppe | Totale | Totale |
| Stagione         | Club             | Comp             | Pres       | Reti       | Comp            | Pres            | Reti            | Comp               | Pres               | Reti               | Comp       | Pres       | Reti       | Pres   | Reti   |
| ---------------- | ---------------- | ---------------- | ---------- | ---------- | --------------- | --------------- | --------------- | ------------------ | ------------------ | ------------------ | ---------- | ---------- | ---------- | ------ | ------ |
| 2014             | Brann            | ES               | 0+1        | 0          | CN              | 0               | 0               | -                  | -                  | -                  | -          | -          | -          | 1      | 0      |
| 2015             | Brann            | 1D               | 10         | 0          | CN              | 3               | 0               | -                  | -                  | -                  | -          | -          | -          | 13     | 0      |
| 2016             | Åsane            | 1D               | 28         | 1          | CN              | 1               | 0               | -                  | -                  | -                  | -          | -          | -          | 29     | 1      |
| 2017             | Haugesund        | ES               | 26         | 0          | CN              | 1               | 0               | UEL                | 3                  | 0                  | -          | -          | -          | 30     | 0      |
| 2018             | Haugesund        | ES               | 23         | 2          | CN              | 4               | 0               | -                  | -                  | -                  | -          | -          | -          | 27     | 2      |
| 2019             | Haugesund        | ES               | 13         | 1          | CN              | 2               | 0               | UEL                | 2                  | 0                  | -          | -          | -          | 17     | 1      |
| 2020             | Haugesund        | ES               | 16         | 1          | -               | -               | -               | -                  | -                  | -                  | -          | -          | -          | 16     | 1      |
| gen.-ago. 2021   | Haugesund        | ES               | 7          | 0          | CN              | 0               | 0               | -                  | -                  | -                  | -          | -          | -          | 7      | 0      |
| Totale Haugesund | Totale Haugesund | Totale Haugesund | 85         | 4          |                 | 7               | 0               |                    | 5                  | 0                  |            | -          | -          | 97     | 4      |
| ago.-dic. 2021   | Brann            | ES               | 11+1       | 1+0        | CN              | 2               | 0               | -                  | -                  | -                  | -          | -          | -          | 14     | 1      |
| 2022             | Brann            | 1D               | 26         | 3          | CN              | 2               | 0               | -                  | -                  | -                  | -          | -          | -          | 28     | 3      |
| Totale Brann     | Totale Brann     | Totale Brann     | 47+2       | 4+0        |                 | 7               | 0               |                    | -                  | -                  |            | -          | -          | 56     | 4      |
| Totale           | Totale           | Totale           | 160+2      | 9+0        |                 | 15              | 0               |                    | 5                  | 0                  |            | -          | -          | 182    | 9      |

## Palmarès

### Club

#### Competizioni giovanili
- Norgesmesterskapet G19: 1

Brann: 2014

#### Competizioni nazionali
- 1. divisjon: 1

Brann: 2022
- Coppa di Norvegia: 1

Brann: 2022-2023